# Tom Baker
Thomas Stewart "Tom" Baker é um ator inglês. Ele é mais conhecido como a quarta encarnação do Doutor na série de ficção científica da BBC Doctor Who de 1974 a 1981, sendo o ator que interpretou o personagem por mais tempo, e pela narração da série de comédia Little Britain. A voz de Baker, que tem sido descrito como "sonora", já foi eleita a mais reconhecível no Reino Unido.
Em 2020, participou do álbum Transitus, do projeto de metal progressivo Ayreon, como narrador.

## Doctor Who

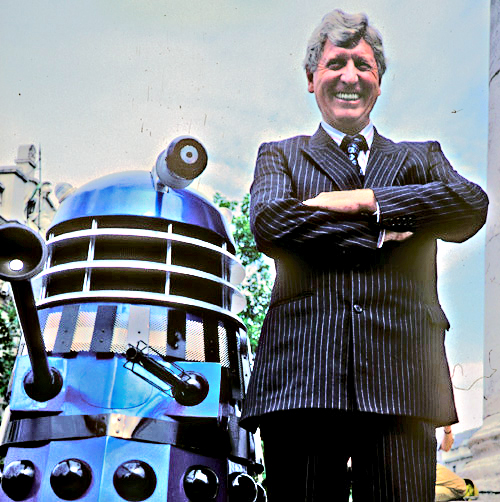
Tom Baker e um Dalek em Londres, 1991, em um photocall na Trafalgar Square.

Em 1974, Baker assumiu o papel do Doutor depois de Jon Pertwee, para se tornar o Quarto Doutor na série da rede BBC. Ele foi recomendado pelo produtor Barry Letts e pelo Chefe da BBC de folhetins, Bill Slater, que havia dirigido Baker em um Play of the Month produção de Shaw play 's A Millionairess.
Ele voltou para o programa no especial do aniversário de 50 anos, o The Day of the Doctor, em 2013, interpretando o Curador na National Gallery.

## Filmografia

### Televisão
| Ano     | Título           | Papel                  | Detalhes                                                     |
| ------- | ---------------- | ---------------------- | ------------------------------------------------------------ |
| 1974-81 | Doctor Who       | Quarto Doutor          |                                                              |
| 1983    | Doctor Who       | Quarto Doutor          | Episódio The Five Doctors (Imagens do Arco cancelado: Shada) |
| 1986    | BlackAdder II    | Capitão Blackbeard Rum | Episódio Potato                                              |
| 1993    | Doctor Who       | Quarto Doutor          | Episódio Dimensions in Time                                  |
| 2013    | Doctor Who       | Curador                | Especial The Day of the Doctor                               |
| 2016-17 | Star Wars Rebels | Bendu                  | Voz                                                          |